# Albatros W.4
Die Albatros W.4 war ein deutsches Marineflugzeug im Ersten Weltkrieg. Es handelte sich um ein Wasserflugzeug, das als Aufklärer und Jagdeinsitzer eingesetzt wurde.

## Entwicklung

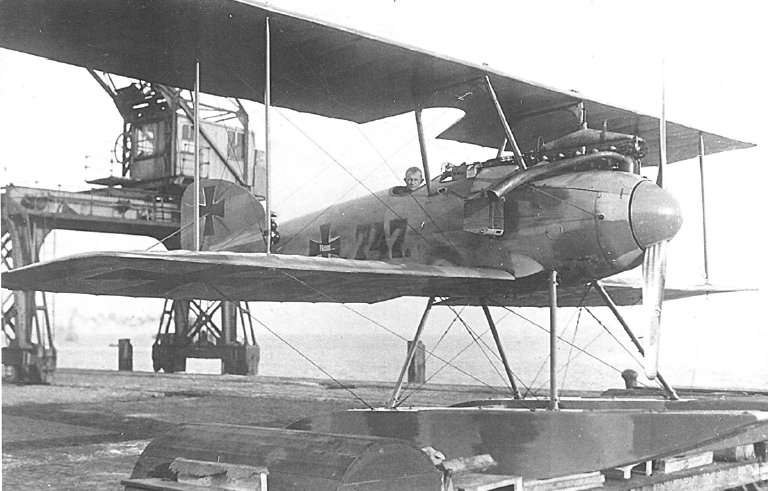
Prototyp mit der Nr. 747 bei der Erprobung in Warnemünde

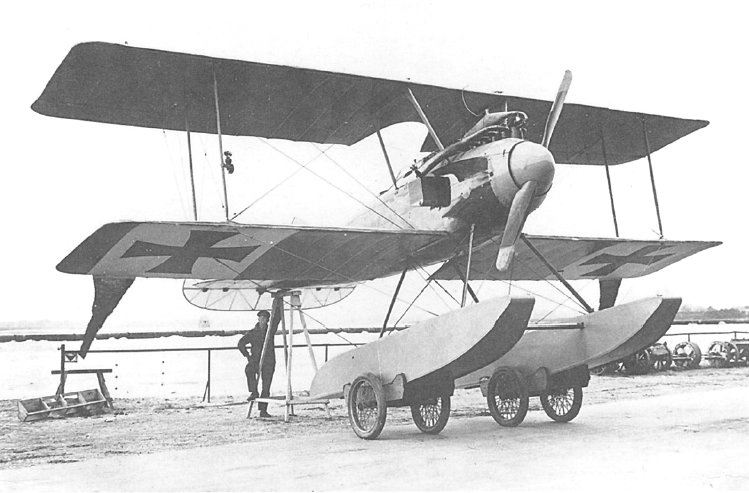
Prototyp in Warnemünde mit Schwimmern auf Rollwagen

Angesichts der wachsenden Bedrohung durch Luftangriffe auf ihre Stützpunkte erstellte die Kaiserliche Marine ein Pflichtenheft für die Entwicklung eines Jagdeinsitzers. Es lag nahe, diese Maschine aus den derzeit modernsten Landjagdflugzeugen zu entwickeln, und so griffen die Albatros Flugzeugwerke auf die Baumuster der Albatros D.I zurück. Dabei wurde der Abstand zwischen oberer Tragfläche und Rumpf vergrößert und die Spannweite um einen Meter verlängert.
Der Prototyp wurde am 8. Juni 1916 bestellt und mit der Marine-Nummer 747 am 28. August 1916 an das Seeflugzeug-Versuchskommando nach Warnemünde geliefert und am 29. September 1916 abgenommen, zwei weitere mit der Marine-Nummer 911 und der 949 folgten bis Februar 1917. Die 911 wurde am 5. September 1916 bestellt am 16. Februar 1917 angeliefert und am 28. März 1917 abgenommen. Bei der 949 war das Bestelldatum der 6. Oktober 1916 die Anlieferung am 25. Februar 1917 und die Abnahme ebenfalls am 28. März 1917.
Die Maschine zeigte sich als sehr manövrierfähig und bot dem Piloten gute Sicht. Jedoch mussten die Schwimmer verstärkt, stromlinienförmiger gestaltet und neu verstrebt werden. Die Tragflächen waren gegen Feuchtigkeit zu schützen, die Windhoff-Kühler wurden modifiziert und später seitlich verschoben. Auch das Cockpit wurde verkleinert. Nachdem diese Schwächen jedoch beseitigt waren, wurde die Maschine gern von den Seefliegern angenommen und zeigte sich in der Nord- und Ostsee den anderen Einsatztypen – der Hansa-Brandenburg KDW und der Rumpler 6B1 – deutlich überlegen an Feuerkraft, Einsatzreichweite und Geschwindigkeit.
Die erste Baureihe von zehn Maschinen mit den Nummern 785–786 gelangte zwischen Februar bis April 1917 in den Einsatz. Die weiteren an die Marine gelieferten Maschinen erhielten die Nummern 902–911, 948–967, 1107–1116, 302–1326, 1484–1503 und 1719–1738. Im Dezember 1917 erreichte der Einsatzbestand 118 Stück. Noch im Juni 1918 standen 60 Flugzeuge im Fronteinsatz und weitere 24 dienten als Mehrzweckmaschinen bei verschiedenen Küstenflugstationen.
Acht Albatros W.4 wurden an die österreichische Marine verkauft und dienten im Kriegshafen Pola ab Juli 1918 als Jagd- und Aufklärungsmaschinen. Auch die deutschen Marineflieger in der Ägäis operierten von der Türkei aus mit der W.4.
Die Ablösung der Albatros W.4 erfolgte durch die Hansa-Brandenburg-W.12-Zweisitzer. Bei Kriegsende waren immer noch 67 Maschinen im Bestand.

## Technische Daten
| Kenngröße             | Daten                                                                                       |
| --------------------- | ------------------------------------------------------------------------------------------- |
| Besatzung             | 1                                                                                           |
| Länge                 | 8,50 m                                                                                      |
| Spannweite            | 9,50 m                                                                                      |
| Querruder             | 2,00 m²                                                                                     |
| Höhenruder            | 1,85 m²                                                                                     |
| Seitenruder           | 0,75 m²                                                                                     |
| Höhe                  | 3,65 m                                                                                      |
| Flügelfläche          | 31,60 m²                                                                                    |
| Leermasse             | 790 kg                                                                                      |
| Startmasse            | 1070 kg                                                                                     |
| Triebwerk             | ein wassergekühlter Sechszylinder-Reihenmotor Mercedes D III                                |
| Startleistung         | 160 PS (118 kW)                                                                             |
| Höchstgeschwindigkeit | 160 km/h in Bodennähe                                                                       |
| Steigzeit             | 5 min auf 1000 m Höhe 8 min auf 1500 m Höhe 11,5 min auf 2000 m Höhe 23 min auf 3000 m Höhe |
| Propellerdurchmesser  | 2,77 m mit einer Steigung von 2,05                                                          |
| Dienstgipfelhöhe      | 3500 m                                                                                      |
| Reichweite            | 450 km                                                                                      |
| Brennstoffbehälter    | 160 l                                                                                       |
| Flugdauer             | 3 h                                                                                         |
| Bewaffnung            | 2 starre MG 08/15 7,92 mm (k.u.k.-Seeflieger 2 × MG Schwarzlose 8 mm)                       |